# 彼得羅蘭迪亞 (聖卡塔琳娜州)
彼得羅蘭迪亞（葡萄牙語：Petrolândia）是巴西聖卡塔琳娜州的一個市鎮。總面積305.86平方公里，總人口5937人，人口密度19.41人/平方公里。